# Заострени риби
Заострените риби (Sternoptychidae) са семейство актиноптери от разред Стомиоподобни (Stomiiformes).
Таксонът е описан за пръв път от Тиъдър Гил през 1863 година.

## Родове
Подсемейство Maurolicinae
- Araiophos
- Argyripnus
- Danaphos
- Maurolicus
- Sonoda
- Thorophos
- Valenciennellus

Подсемейство Sternoptychinae
- Argyropelecus
- Polyipnus
- Sternoptyx